# Kluyveromyces dobzhanskii
Kluyveromyces dobzhanskii är en svampart som först beskrevs av Shehata, Mrak & Phaff, och fick sitt nu gällande namn av Van der Walt 1971. Kluyveromyces dobzhanskii ingår i släktet Kluyveromyces och familjen Saccharomycetaceae.   Inga underarter finns listade i Catalogue of Life.